# Thomas Weikert

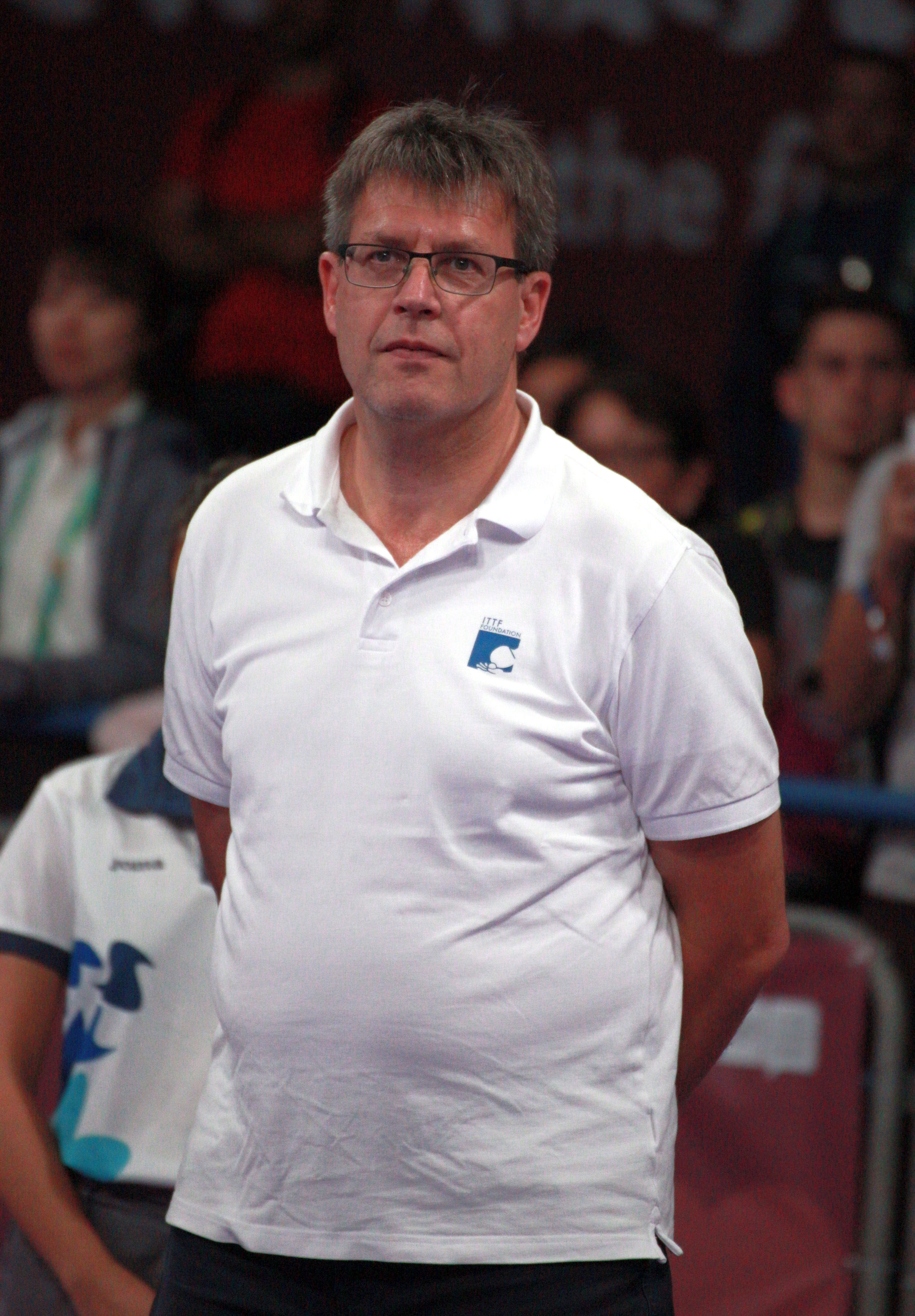
Thomas Weikert, 2018

Thomas Josef Weikert (* 15. November 1961 in Hadamar) ist Präsident des Deutschen Olympischen Sportbundes. Zuvor, bis November 2021, war er Präsident des Tischtennis-Weltverbandes ITTF. Von Juni 2005 bis März 2015 war er Präsident des Deutschen Tischtennis-Bundes DTTB. Er spielte in den 1980er-Jahren in der Bundesliga.

## Aktiver
In seiner aktiven Zeit spielte Weikert in der Tischtennis-Bundesliga. 1984 wechselte er vom TTC Herbornseelbach zum TTC Grünweiß Bad Hamm. Über die Stationen TTSG 76 Wittlich, Rückkehr zu TTC Grünweiß Bad Hamm (1988), TV Bergnassau (1989) kam er 1990 zum TTC Elz, wo er immer noch aktiver Spieler ist und im Vorstand mitarbeitet (Stand 2023).

## Funktionär
Seit Mitte der 1990er Jahre hatte der Jurist Weikert Funktionärsaufgaben im DTTB inne. 1995 wurde er Vorsitzender des Kontrollausschusses. Im Dezember 2001 fungierte er als kommissarischer Generalsekretär, seit 2002 war er als Justitiar tätig. Auf der Bundeshauptversammlung im Juni 2005 in Frankfurt am Main wurde er als Nachfolger von Walter Gründahl zum DTTB-Präsidenten gewählt.
2008 wurde Weikert Vorsitzender des Trägervereins der Trainerakademie Köln des Deutschen Olympischen Sportbundes DOSB. Beim Annual General Meeting 2009 wurde er zum Vizepräsidenten – einer von insgesamt acht – des Weltverbandes ITTF gewählt. Seit September 2013 war er Stellvertreter des ITTF-Präsidenten Adham Sharara, am 1. September 2014 übernahm er dessen Amt kommissarisch. Unter anderem wegen Interessenkonflikten gab er am 10. März 2015 das Amt als DTTB-Präsident auf. Kommissarischer Nachfolger wurde Michael Geiger. Am Rande der Tischtennisweltmeisterschaft in Düsseldorf wurde Weikert am 31. Mai 2017 zum ITTF-Präsidenten gewählt. Er setzte sich dabei gegen den von Sharara unterstützten Belgier Jean-Michel Saive durch.
Weikert setzte sich für ein deutsches Anti-Doping-Gesetz ein. U.a. dafür zeichnete ihn 2018 Bundespräsident Frank-Walter Steinmeier mit dem Bundesverdienstkreuz am Bande aus.
Am 4. Dezember 2021 wurde er bei der Mitgliederversammlung des Deutschen Olympischen Sportbundes in Weimar als Nachfolger von Alfons Hörmann zum Präsidenten gewählt. Bei seiner Wiederwahl am 3. Dezember 2022 in Baden-Baden erhielt der 99 % der Stimmen.
Er ist Mitherausgeber der Zeitschrift für Sport und Recht (SpuRt).

## Beruf und Privates
Weikert ist verheiratet und hat einen Sohn (* 1998). Als Jurist mit Schwerpunkt Familien- und Sportrecht ist er in seiner eigenen Kanzlei in Limburg an der Lahn tätig.